# 21.ª Brigada Mecanizada Independiente (Ucrania)
La 21.ª Brigada Mecanizada Independiente es una unidad de combate de las Fuerzas Terrestres de Ucrania, subordinada al Comando Operativo "Sur" y encuadrada en el 10.º Cuerpo Operativo. Fue establecida en enero de 2023 en la ciudad de Podilsk, en la región de Odesa, en el contexto de la intensificación del conflicto con la Federación Rusa. La brigada fue equipada con armamento y vehículos occidentales, incluyendo tanques Strv 122, vehículos de combate CV90 y sistemas de artillería autopropulsada Archer, suministrados principalmente por Suecia. Tras un período de instrucción en Europa, fue desplegada en el sector de Kreminna y Lyman en julio de 2023, donde participó en combates defensivos de alta intensidad hasta principios de 2024. Posteriormente, tomó parte en operaciones ofensivas en el óblast ruso de Kursk. Su estructura incluye batallones mecanizados y de tanques, una unidad de artillería, defensa aérea, ingeniería, logística, mantenimiento, comunicaciones, reconocimiento, servicios médicos y de defensa NBQ. La brigada se destaca por su integración de tecnología occidental moderna y por su participación activa en operaciones clave del conflicto en curso.